# SABCA
SABCA(Sociétés Anonyme Belge de Constructions Aéronautiques)는 벨기에의 항공우주 회사이다. 주요 활동 분야는 민간 항공, 우주, 국방이다.
SABCA는 1920년에 설립되었다. 현재 SFPIM(Société Fédérale deParticipions et d'Investissement, 벨기에 연방 지주)과 사베나 에어로스페이스(Sabena Aerospace)가 소유한 벨기에 그룹 오리지오(Orizio)가 소유하고 있다.